# Elecciones provinciales de Catamarca de 1958
Las elecciones generales de la provincia de Catamarca de 1958 tuvieron lugar el domingo 23 de febrero del mencionado año, al mismo tiempo que las elecciones presidenciales y legislativas a nivel nacional. Se realizaron con el objetivo de restaurar las instituciones democráticas constitucionales y autónomas de la provincia después de tres años de la dictadura militar autodenominada Revolución Libertadora, que derrocó al gobierno constitucional de Juan Domingo Perón y proscribió al gobernante Partido Peronista (PP). El peronismo tenía prohibido presentarse a elecciones, por lo que se considera que estos comicios no fueron completamente libres y justos.
Ante la proscripción, el rival tradicional del peronismo, la Unión Cívica Radical (UCR), se dividió en dos partidos, la UCR Intransigente, desfavorable a la proscripción, y la  UCR del Pueblo, favorable a la misma. En el contexto del Pacto Perón-Frondizi, porqué el Perón apoyó desde el exilio a los candidatos de la UCRI, comandada por Arturo Frondizi, Juan Manuel Salas resultó elegido gobernador de Catamarca por amplio margen, obteniendo además su partido mayoría en ambas Cámaras de la legislatura. La participación fue del 91.10% del electorado registrado.
Salas no pudo completar su mandato constitucional ya que la provincia fue intervenida con el golpe de Estado de 1962.